# Kokaina
Kokaina è un singolo del rapper tedesco Miami Yacine pubblicato il 9 settembre 2016.

## Video musicale
Il videoclip conta più di 170 milioni di visualizzazioni..

## Tracce
1. Kokaina – 3:23